# La Raya (delstaten Mexiko)
La Raya är en ort i kommunen Otzolotepec i delstaten Mexiko i Mexiko. Samhället hade 1 136 invånare vid folkräkningen år 2020.